# Maloma
Koordinaten: 27° 1′ S, 31° 39′ O
Maloma ist ein Ort in Eswatini. Er liegt im Zentrum des Landes, im Westen der Region Lubombo. Der Ort liegt etwa 380 Meter über dem Meeresspiegel im Lowveld.

## Geographie
Maloma liegt im Süden der Region Lubombo, unweit zur Grenze der Region Shiselweni. Etwa zwei Kilometer westlich erhebt sich der Berg Bulowane als Ausläufer des Middleveld. In Maloma mündet die Fernstraße MR10 in die MR14, die von Norden kommend in Maloma ein 'Straßenknie' bildet und von dort weiter nach Osten nach Nsoko verläuft.
Östlich des Ortes befindet sich das Kohlebergwerk Maloma Colliery Limited.
In Shiselweni ist der nächste namhafte Ort Anysspruit.